# Joe Kadenge
Joe Kadenge, född 16 mars 1935 i byn Soliani i distriktet Vihiga i Västprovinsen, död 7 juli 2019 i Nairobi, var en kenyansk fotbollstränare som tidigare också hade en egen fotbollskarriär på landslagsnivå. Som spelare spelade han för  Maragoli United och gjorde då bland annat det snabbaste målet i Kenyan Premier League. Han spelade också för Abaluhya United, med vilka han vann Kenyan Premier League 1966., och för landslaget. 2002 coachade han Kenyas fotbollslandslag.